# Nuno Gomes
Nuno Gomes (tên đầy đủ là Nuno Miguel Soares Pereira Ribeiro; sinh ngày 5 tháng 7 năm 1976 tại Porto, Bồ Đào Nha) là một cựu cầu thủ bóng đá nổi tiếng người Bồ Đào Nha thi đấu ở vị trí tiền đạo. Hiện tại, Nuno Gomes đã giải nghệ.

## Sự nghiệp thi đấu
Trong sự nghiệp của mình (từ 1994 tới nay), Nuno Gomes đã ghi được hơn 250 bàn thắng. Anh được biết đến như là một trong những tiền đạo xuất sắc của bóng đá Bồ Đào Nha. Mặc dù sự nghiệp gặp nhiều trắc trở do chấn thương nhưng tài năng của Nuno Gomes là không thể phủ nhận. Anh đã được liên đoàn bóng đá Bồ Đào Nha trao tặng danh hiệu Thế Hệ Vàng cùng những tên tuổi nổi tiếng khác như João Pinto, Figo, Rui Costa, Vitor Baia...
Nuno đã có bàn thắng thứ 100 cho Benfica, đồng thời là bàn thắng thứ 130 chỉ tính riêng ở giải vô địch quốc gia Bồ Đào Nha Superliga, qua đó trở thành cầu thủ ghi bàn xuất sắc nhất còn thi đấu ở Bồ Đào Nha. Tiền đạo có gương mặt điển trai này là nhân vật rất có uy tín trong làng bóng đá Bồ trong những năm gần đây. Anh đã được hãng thông tấn nổi tiếng A Bola bầu chọn là nhân vật thể thao có uy tín nhất Bồ Đào Nha năm 2005, còn năm 2006 anh về thứ 2.
Nuno Gomes khởi đầu sự nghiệp năm 18 tuổi trong màu áo câu lạc bộ Boavista, sau một chuỗi thành tích ghi bàn ấn tượng, Nuno Gomes được gọi vào Bồ Đào Nha năm mới 19 tuổi. Từ đó tới nay, anh đã 72 lần khoác áo đội tuyển và ghi được 29 bàn thắng. Anh đã tham gia rất nhiều giải đấu lớn và đã tỏa sáng rực rỡ ở EURO 2000, ghi những bàn thắng quan trọng góp phần giúp SELECOES liên tiếp đạt thành tích cao trong thời gian gần đây.
Ở cấp độ câu lạc bộ, năm 1997 Nuno Gomes đã chuyển sang khoác áo Benfica, một trong những câu lạc bộ giàu thành tích nhất Châu Âu. Ở đây, anh đã nhanh chóng khẳng định ược tài năng và ghi trung bình 25 bàn thắng mỗi mùa trong ba năm đầu. Sau một EURO thành công ở Bỉ và Hà Lan, anh đã sang Ý thi đấu trong màu áo tím của Fiorentina với trọng trách thay thế cho huyền thoại của sân Artemio Franchi, tiền đạo người Argentina Gabriel Batistuta. Sau mùa giải 2000-2001 thi đấu khá thành công khi giành Coppa Italia cùng Fio, năm 2002 Nuno Gomes đã gặp chấn thương và đánh mất phong độ. Cùng lúc đó thì Fiorentina mắc phải những khó khăn về tài chính và phải phá sản đồng thời bị giáng xuống Serie C2. Nuno Gomes buộc phải tìm một bến đỗ mới trong sự nghiệp và anh đã khước từ mọi lời đề nghị hấp dẫn từ phía các CLB hàng đầu Châu Âu như AC Milan, Man Utd, Liverpool,... để trở về quê nhà giúp đỡ CLB Benfica đang gặp khó khăn. Đây được coi là một quyết định khá bất ngờ và có phần hợp tình nhưng không hợp lý của anh. Benfica tuy là một CLB lớn với những thành tích huy hoàng trong quá khứ nhưng đã qua thời đỉnh cao, không thích hợp để một tiền đạo tài năng như Nuno Gomes phát triển sự nghiệp. Từ đó, cái tên Nuno Gomes dần dần ít xuất hiện hơn trên các trang báo mặc dù anh vẫn thi đấu tốt và góp phần không nhỏ giúp cho Benfica giành chức vô địch QG Bồ Đào Nha lần đầu tiên trong 11 năm (mùa giải 2004-2005).
Anh cũng là người ghi bàn thắng duy nhất trong trận chung kết Siêu cúp Bồ Đào Nha 2005. Ở 2 giải đấu lớn gần đây là EURO 2004 và World Cup 2006, anh vẫn ghi những bàn thắng đẹp mắt cho ĐTQG dù không thường xuyên ra sân. Tại Euro 2004, anh ghi bàn quyết định giúp Bồ Đào Nha thắng Tây Ban Nha 1-0 và giành quyền vào tứ kết. Tại World Cup 2006, anh ghi bàn thắng danh dự vào lưới đội tuyển Đức trong trận thua 3-1 của Bồ Đào Nha tại trận tranh 3-4.
Euro 2008, anh được huấn luyện viên trưởng Scolari giao cho chiếc băng đội trưởng và anh đã thi đấu 3 trên 4 trận tại giải đấu này của đội tuyển Bồ Đào Nha và ghi được 1 bàn vào lưới đội tuyển Đức ở tứ kết. Bàn thắng tuy không giúp Bồ Đào Nha vào bán kết nhưng đã giúp anh đi vào lịch sử EURO khicó tên trong nhóm bốn cầu thủ từng ghi bàn tại ba kỳ Euro liên tiếp.